# 社会改革党 (アンゴラ)
社会改革党（しゃかいかいかくとう、ポルトガル語: Partido de Renovação Social、PRS、英語: Social Renewal Party）は、アンゴラの政党。1991年結成。キオコ族（チョクウェ語を話す少数民族）が主体である。結党直後の1992年総選挙で6議席を獲得した。
しかし、1999年には党内抗争の結果、4人の議員が離党に追い込まれた。
2008年人民議会総選挙で、得票率3.17パーセント、8議席に党勢を回復させた。 ルンダ・スル州とルンダ・ノルテ州では、アンゴラ民族解放戦線に次ぐ得票を得た。